# Гурдон (Саона и Лоара)
Гурдон (фр. Gourdon) насеље је и општина у источном делу централне Француске у региону Бургоња, у департману Саона и Лоара која припада префектури Шалон сир Саон.
По подацима из 2011. године у општини је живело 883 становника, а густина насељености је износила 34,75 становника/km². Општина се простире на површини од 25,41 km². Налази се на средњој надморској висини од 475 метара (максималној 518 m, а минималној 288 m).

## Демографија
| 1962. | 1968. | 1975. | 1982. | 1990. | 1999. | 2011. |
| ----- | ----- | ----- | ----- | ----- | ----- | ----- |
| 607   | 644   | 798   | 819   | 802   | 871   | 883   |

График промене броја становника у току последњих година